# Stapel (Altmärkische Höhe)
Stapel ist ein Ortsteil der Gemeinde Altmärkische Höhe im Landkreis Stendal in Sachsen-Anhalt.

## Geographie
Stapel, ein altmärkisches Straßendorf mit Kirche, liegt zwischen den Städten Osterburg und Arendsee (9 und 13 Kilometer entfernt) an zwei kleinen Gräben, die westlich des Dorfes in den Zehrengraben fließen.

## Geschichte

### Mittelalter bis Neuzeit
Im Jahre 1311 wurde ein Geistlicher namens Hinric Stapel erwähnt.
Das Dorff Stapel wurde in einem Lehnbrief für Hans von der Schulenburg im Jahr 1536 erwähnt. Die Anmerkung von Adolph Friedrich Riedel, es handele sich bei der Angabe in dem Brief um Stapen ist unzutreffend, so der Historiker Peter P. Rohlach. Weitere Nennungen sind 1551 Stapel und 1687 Stapell.
Bei der Bodenreform wurden 1945 ermittelt: 37 Besitzungen mit unter 100 Hektar landwirtschaftlicher Nutzfläche hatten zusammen 415 Hektar, zwei Kirchenbesitzungen hatten zusammen 43 Hektar, eine Gemeindebesitzung hatte 0,2 Hektar. 1948 hatten aus der Bodenreform 3 Vollsiedler jeder über 5 Hektar erhalten und 9 Kleinsiedler jeder unter 5 Hektar. Im Jahre 1953 entstand die erste Landwirtschaftliche Produktionsgenossenschaft vom Typ III, die LPG „Georgi Dimitrow“. Sie hatte 1960 eine landwirtschaftliche Nutzfläche von 387 Hektar und eine LPG Typ I „Friedensbote“ hatte 143 Hektar. 1972 wurde dann die LPG Typ I an die LPG Typ III angeschlossen und schließlich 1975 die LPG Typ III mit der LPG Typ III „Altmark“ Bretsch, Sitz Lückstedt, zusammengeschlossen.

### Vorgeschichte
Das Großsteingrab Stapel war eine im 19. Jahrhundert zerstörte jungsteinzeitliche Grabanlage.

### Eingemeindungen
Bis 1807 gehörte das Dorf zum Seehausenschen Kreis der Mark Brandenburg in der Altmark. Zwischen 1807 und 1813 lag es im Kanton Bretsch auf dem Territorium des napoleonischen Königreichs Westphalen. Ab 1816 gehörte die Gemeinde zum Kreis Osterburg, dem späteren Landkreis Osterburg.
Am 25. Juli 1952 wurde die Gemeinde Stapel in den Kreis Osterburg umgegliedert. Am 1. April 1974 wurde sie aufgelöst und in die Gemeinde Lückstedt eingemeindet.
Mit dem Zusammenschluss von Lückstedt und anderen Gemeinden am 1. Januar 2010 zur neuen Gemeinde Altmärkische Höhe kam der Ortsteil Stapel zur heutigen Gemeinde.

### Einwohnerentwicklung
| Jahr | Einwohner |
| ---- | --------- |
| 1734 | 115       |
| 1775 | 138       |
| 1789 | 111       |
| 1798 | 131       |
| 1801 | 121       |
| 1818 | 130       |
| 1840 | 211       |
| 1864 | 254       |

| Jahr | Einwohner |
| ---- | --------- |
| 1871 | 269       |
| 1885 | 241       |
| 1892 | [0]245    |
| 1895 | 233       |
| 1900 | [0]246    |
| 1905 | 250       |
| 1900 | [0]249    |
| 1925 | 262       |

| Jahr | Einwohner |
| ---- | --------- |
| 1939 | 223       |
| 1946 | 373       |
| 1964 | 281       |
| 1971 | 373       |
| 2010 | 179       |
| 2011 | [0]161    |
| 2012 | [0]155    |
| 2014 | [0]156    |

| Jahr | Einwohner |
| ---- | --------- |
| 2020 | [00]140   |
| 2021 | [00]141   |
| 2022 | [0]141    |
| 2023 | [0]137    |

Quelle, wenn nicht angegeben, bis 2006:

## Religion
Die evangelische Kirchengemeinde Stapel gehörte früher zur Pfarrei Groß Rossau. Sie wird heute betreut vom Pfarrbereich Kossebau im Kirchenkreis Stendal im Bischofssprengel Magdeburg der Evangelischen Kirche in Mitteldeutschland.
Die ältesten überlieferten eigenen Kirchenbücher für Stapel stammen aus dem Jahre 1804, frühere Eintragungen sind in den Büchern von Klein Rossau oder Groß Rossau zu finden.
Die katholischen Christen gehören zur Pfarrei St. Anna in Stendal im Dekanat Stendal im Bistum Magdeburg.

## Kultur und Sehenswürdigkeiten
- Die evangelische Dorfkirche Stapel, ein einschiffiger romanischer Feldsteinbau in der Dorfmitte, stammt aus der zweiten Hälfte des 12. Jahrhunderts. Berühmt ist die 1492 von Gerhard van Wou gegossenen Glocke.[15]
- Der Ortsfriedhof ist auf dem Kirchhof.
- An der Kirche in Stapel steht ein Denkmal für die Kriegstoten des Ersten Weltkrieges.[16]

## Wirtschaft und Infrastruktur
In Stapel agieren noch acht Gewerbetreibende. Der demographische Wandel Ostdeutschlands wirkt sich auch auf Stapel deutlich aus. Junge Menschen ziehen weg, um in größeren Städten eine sichere und anspruchsvolle Arbeitsstelle zu finden. Folglich musste in den 1990er Jahren der Stapeler Kindergarten schließen.
Durch Stapel führt die Landesstraße 9. Nach Lückstedt im Nordwesten sind es etwa 3 km. Bretsch liegt 3 km im Norden und Seehausen etwa 10 km im Nordosten.